# Refuge des Cosmiques
Das Refuge des Cosmiques ist eine Schutzhütte im französischen Mont-Blanc-Massiv und ein wichtiger Stützpunkt bei der Besteigung des Mont Blanc.
Die Hütte liegt südlich von Chamonix. Sie steht auf einer 3613 m hohen Eis- und Felskuppe etwa 500 Meter nördlich des 3532 m hohen Sattels Col du Midi, der den Mont Blanc du Tacul (4248 m) mit der Aiguille du Midi (3842 m) verbindet. Nach Westen hin fallen steile Fels- und Eiswände zum ca. 800 Meter tiefer gelegenen Glacier des Bossons ab, nach Osten hin führt das Vallée Blanche hinab zum Glacier du Tacul und damit zum Mer de Glace.
Das Refuge des Cosmiques ist ein wichtiger Ausgangspunkt für die Besteigung des Mont Blanc über den Mont Blanc du Tacul und den Mont Maudit. Seit der Errichtung der Seilbahn auf die Aiguille du Midi im Jahr 1955 wird es fast ausschließlich von dort erreicht. Von Italien aus kann die Aiguille du Midi auch über die Kleinkabinenbahn Vallée Blanche erreicht werden. Der Weg von der Bergstation dauert nur ca. 30 Minuten, alle anderen Zustiege zur Hütte sind äußerst schwierig und langwierig.
Die Cosmiques-Hütte wird heute von Mitte Februar bis Mitte Oktober bewirtschaftet. Außerhalb dieser Zeit steht die nahe gelegene kleine Simond-Hütte (errichtet 1942) als Winterraum zur Verfügung.
Der Vorgängerbau der Schutzhütte wurde von 1942 bis 1946 als laboratoire des cosmiques auf eine Initiative und unter Leitung des Physikers Louis Leprince-Ringuet vom Centre national de la recherche scientifique  errichtet, der hier die kosmische Strahlung untersuchen wollte. Aus dieser ursprünglichen Bestimmung leitet sich auch der Name der heutigen Hütte ab. Das Gebäude wurde von 1947 bis 1955 als Strahlenforschungslabor genutzt. Bis 1990 wurde hier vom Centre national de la recherche scientifique unter anderem die Luftverschmutzung untersucht.  Nach einem Brand wurde die Hütte neu errichtet und wird heute vom Bergführerverein Chamonix betrieben.

## Einzelnachweise

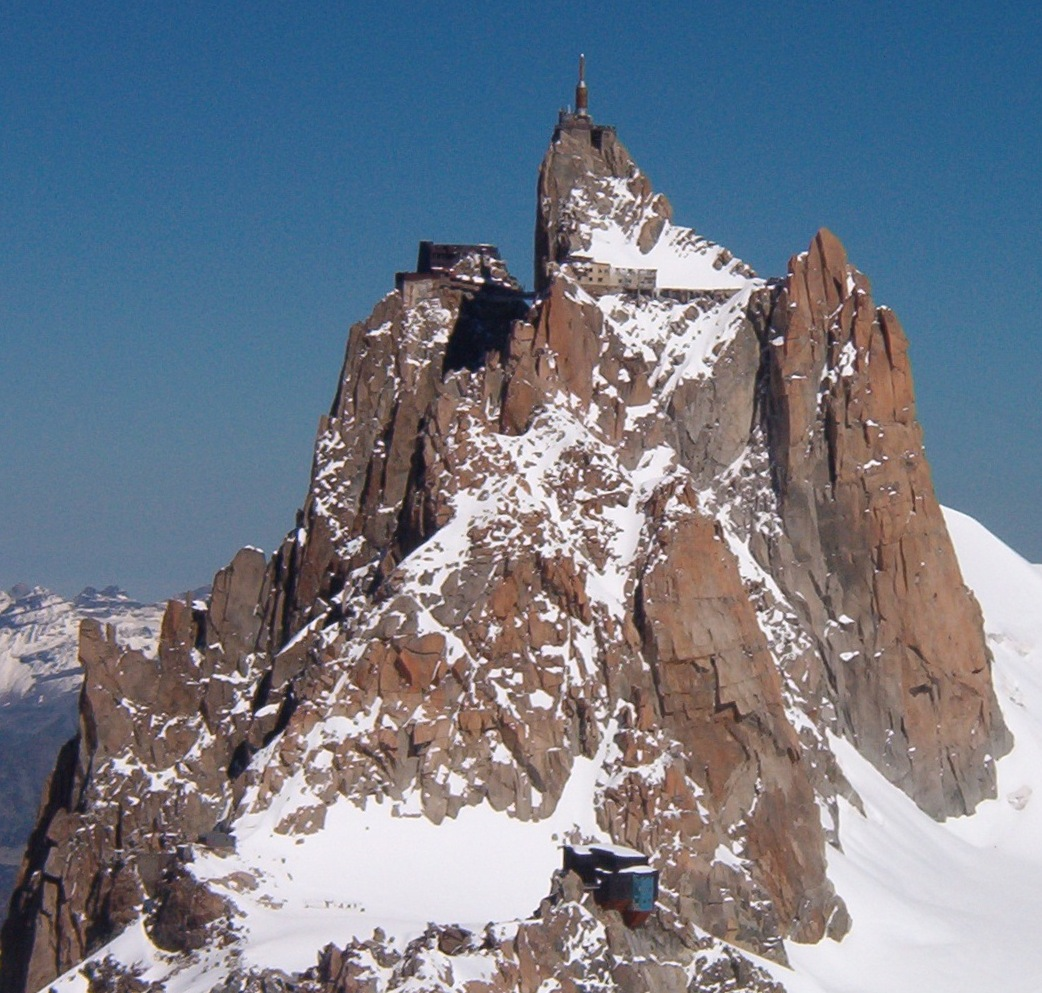
Von Süden, dahinter die Aiguille du Midi